# Bedřich Mendl
Bedřich Mendl (29. srpna 1892, Břežany – 28. září 1940, Praha) byl český historik a archivář, první profesor hospodářských dějin na Univerzitě Karlově v Praze a ředitel Státního ústavu historického.

## Život
Pocházel z venkovské německojazyčné židovské rodiny. Otec Antonín Mendl (1848–1903) byl původně rolník, zbohatl jako nájemce statku v Kounicích u Českého brodu. Zemřel, když bylo Bedřichovi 11 let. Matka Marie (rozená Krásová ze Škvorce) pocházela z rodiny velkostatkáře, etablované v Ujrách. 
Rodina se třemi dětmi (Bedřich a sestry Hedvika * 1879 a Paula * 1883) již od roku 1890 bydlela paralelně k venkovu také v Praze, kde Bedřich vystudoval gymnázium a poté historii na filozofické fakultě Karlo-Ferdinandovy univerzity, roku 1915 obhájil disertační práci a získal doktorát. Oženil se s historičkou Eleonorou Mráčkovou a založil rodinu. Složil učitelské zkoušky a léta 1916–1920 strávili v Hořicích v Podkrkonoší, kde byl Mendl učitelem. 
Roku 1920 se vrátil do Prahy a až do roku 1938 působil v Československém státním historickém ústavu, několik let byl jeho ředitelem, a jako profesor hospodářských dějin (jmenovaný roku 1932) přednášel na FF UK. Jako činný člen působil ve Společnosti pro dějiny židů v Československé republice. 
Po nástupu fašismu byl Mendl donucen pro svůj židovský původ a veřejnou angažovanost již v lednu 1939 předat místo ředitele historického ústavu árijci Františku Roubíkovi, 1. března 1939 musel opustit také univerzitu a výnosem z 12. prosince 1939 byl penzionován. V roce 1940 se také začalo jednat o možném vystěhování rodiny z Prahy. Mendl v zoufalství nad touto perzekucí i nad poměry v protektorátu spáchal sebevraždu.

## Dílo
Studium dějin opíral o využití nových metodologických hledisek i metodických postupů (Nové proudy v hospodářském a sociálním dějepise). Jeho dílo obsahuje prvky strukturálního pojetí oboru, které se v evropském měřítku prosadilo až po druhé světové válce. 
Zabýval se historií měst a jejich řemesel, ale i dějinami agrárními a politickými. 
- Hospodářské a sociální poměry v městech pražských v letech 1378 – 1434 (1915)
- Z hospodářských dějin středověké Prahy (1926)
- Počátky našich cechů (1927)
- Počátky cechů a byzantské Eparchikon bilion (1929)
- Vývoj řemesel a obchodu v Městech pražských, (vydala vdova Eleonora Mendlová roku 1947),

Jeho zásadní a nejvýznamnější archivářskou prací zůstává zpracování a vydání velkého množství českých a moravských medievistických pramenů historické a diplomatické povahy v edicích: 
- Regesta diplomatica nec non epistolaria Bohemiae et Moraviae VI. (léta 1355-1363), zpracoval a do roku 1940 vydal 2 svazky: RBM VI/1, RBM VI/2
- Regesta diplomatica nec non epistolaria Bohemiae et Moraviae VII., zpracoval 5 svazků RBM VII/1 až RBM VII/5, které po jeho smrti dokončila a k vydání připravila  Milena Linhartová.
- Knihy počtů města Brna (1935).

Používal syntetickou metodu a metodu typologickou. 

### Online dostupná díla autora
- MENDL, Bedřich. Sociální krise a zápasy ve městech čtrnáctého věku. Praha: Historický klub, 1926. 203 s. Dostupné online.
- MENDL, Bedřich. Hospodářský vývoj Evropy. Praha: Státní nakladatelství, 1931. 175 s. Dostupné online.